# Arnaldo Speroni degli Alvarotti
Arnaldo Speroni degli Alvarotti, al secolo Luigi (Padova, 17 gennaio 1728 – Rovigo, 2 novembre 1800), è stato un vescovo cattolico italiano.

## Biografia
Nacque il 17 gennaio 1728 nell'antica casa patavina Speroni degli Alvarotti.
Il 2 giugno 1766 fu eletto vescovo di Adria.
Promosse con determinazione la costruzione della nuova sede del seminario vescovile di Rovigo, affidandone il progetto all'architetto vicentino Domenico Cerato. Pose la prima pietra il 30 novembre 1779 ed inaugurò la "maestosa fabbrica" il 23 novembre 1794.
Morì il 2 novembre 1800.

## Genealogia episcopale
La genealogia episcopale è:
- Cardinale Scipione Rebiba
- Cardinale Giulio Antonio Santori
- Cardinale Girolamo Bernerio, O.P.
- Arcivescovo Galeazzo Sanvitale
- Cardinale Ludovico Ludovisi
- Cardinale Luigi Caetani
- Cardinale Ulderico Carpegna
- Cardinale Paluzzo Paluzzi Altieri degli Albertoni
- Papa Benedetto XIII
- Papa Benedetto XIV
- Papa Clemente XIII
- Vescovo Arnaldo Speroni degli Alvarotti, O.S.B.